# 范彭龄
范彭龄（?—?）云南省建水县人，清末实业家、立宪派政治人物。

## 生平
范彭龄是清朝举人。光绪二十九年（1903年），举人范彭龄、童生范嵩龄兄弟，以及附生朱效文等人认为“吾滇实业不振利权外溢”，为了“抵制外货而稍挽利权”，谋划在建水县建立火柴厂。经过考察，他们认为“临安之边地森林繁茂，可为造火柴之料。”同年冬，范彭龄、范嵩龄兄弟到上海调査情况，得知中国“所销之火柴”大多是日本制造的，制造方法“颇便利”。他们遂决定范彭龄回云南筹集资本，范嵩龄到日本学习技术。3年以后，范嵩龄学成归国，并将在日本购买的机器一同带回。不久，范彭龄、范嵩龄兄弟用“二万元”资本成立临安兴业公司，试造火柴。因本金不足，他们暂未自建厂房，而是用天君庙的后殿作厂房。通过不断试验，到1910年，该公司制造的火柴质量达到了“媲美日货”的程度，而且价格低廉，“颇得商界欢迎”。然而， “不料三月二十日，有胡姓在庙内请客，被女客混入女工厂内，取柴枝试擦，将地下之柴枝燃着，一时延烧满屋，加之大风助火，遂将庙宇烧去两层，货物、机器亦烧毁尽净，约计值三万余元。”范氏兄弟遂向云南劝业道求助。宣统二年五月初三（1910年），云南劝业道道员刘孝祚收到了兴业公司请求公款补助的禀文。
他还曾任云南谘议局议员、资政院议员。